# St. Vitus (Lechsend)

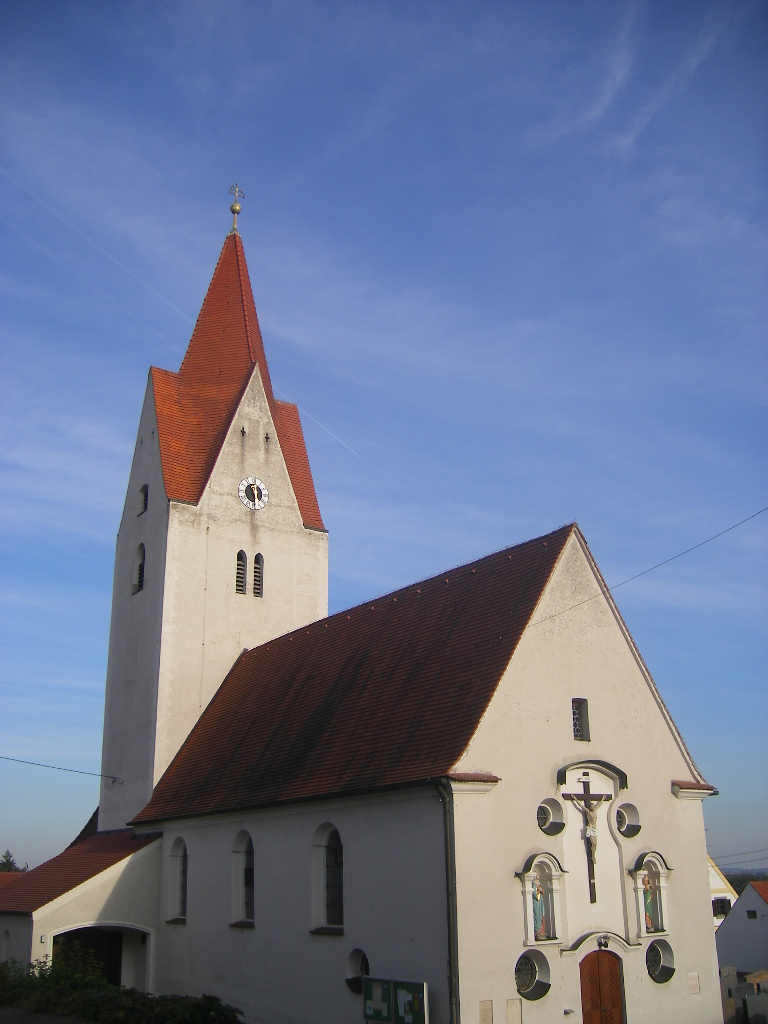
St. Vitus in Lechsend

Die römisch-katholische Pfarrkirche St. Vitus steht in Lechsend, einem Gemeindeteil von Marxheim im schwäbischen Landkreis Donau-Ries von Bayern. Das Bauwerk ist in der Liste der Baudenkmäler in Marxheim als Baudenkmal unter der Nr. D-7-79-178-22 eingetragen. Die Kirche gehört zum Dekanat Donauwörth des Bistums Augsburg.

## Beschreibung
Die ältesten Teile der Saalkirche sind die romanischen unteren Geschosse des Chorturms, der um 1400 aufgestockt und mit gekreuzten Satteldächern bedeckt wurde, aus dem sich ein spitzer Helm erhebt. An sie wurde im frühen 15. Jahrhundert nach Osten der von Strebepfeilern gestützte Chor, der jetzt als Sakristei dient, und nach Westen das Langhaus angebaut, das um 1720 nach Westen verlängert wurde. In der Fassade befindet sich das Portal, darüber ein Kruzifix, flankiert von zwei Statuen in Nischen. Der Innenraum des Langhauses ist mit einer Flachdecke überspannt, der des Chors mit einem Stichkappengewölbe. Die 1737 im Chor eingefügten Fresken zeigen die Trinität. Zur Kirchenausstattung gehört der am Anfang des 18. Jahrhunderts gebaute Hochaltar. Über den seitlichen Durchgängen stehen die Statuen des Johannes Nepomuk und des Antonius von Padua. Auf dem Altarretabel eines Seitenaltars ist eine Mondsichelmadonna dargestellt.